# Berlini metró
A berlini metró a német főváros tömegközlekedésének egyik legfontosabb része. Német neve U-Bahn Berlin, mely az Untergrundbahn (földalatti vasút) rövidítése.
Az 1902-ben megnyílt hálózat napjainkban 9 vonalat és 175 állomást számlál. A 146,6 km-es metrórendszer 80%-a föld alatt, míg a fennmaradó része a föld felett (gyakran magasvasúti pályán) fut. Csúcsidőben a szerelvények 2-5 percenként, a nap többi részében 5 percenként, s esténként 10 percenként követik egymást. A berlini metrószerelvények egy év alatt 132 millió km-t futnak, 400 millió utast szállítván. 2012-ben rekordszámú, 507,3 millió utas használta a rendszert. A teljes hálózatot a Berliner Verkehrsbetriebe (’berlini közlekedési vállalat’) üzemelteti, azaz közkeletű nevén a BVG.
Azért kezdtek az építésébe, hogy enyhítsék a Berlin belvárosára zúduló kimenő és bemenő forgalmat, ezért a hálózat gyorsan bővült, még a II. világháború után, a város megosztottságának idején is. Bár kezdetben mindkét oldal lakossága előtt nyitott maradt a hálózat, a berlini fal építésétől kezdve (1961) a keletnémet hatóságok korlátozták a határátkelést. A nyugatról érkező keleti vonalakat „lemetszették”, s két nyugati vonal (U6, U8) megállás nélkül haladt át a keleti területek alatt, kihagyván az oda eső állomásokat. A 6-os metrónak egyetlen egy keleti állomásra mégis maradt: a Bahnhof Friedrichstraße (’Friedrichstraße pályaudvar’), itt tudtak ugyanis átszállni az utasok a nyugati S-Bahnra, valamint határátkelőként is funkcionált.
A fal ledőlése és a német újraegyesítés után a hálózatot ismét megnyitották és teljes egészében összekötötték. Jelenleg Németország legkiterjedtebb metróhálózata.

## Története

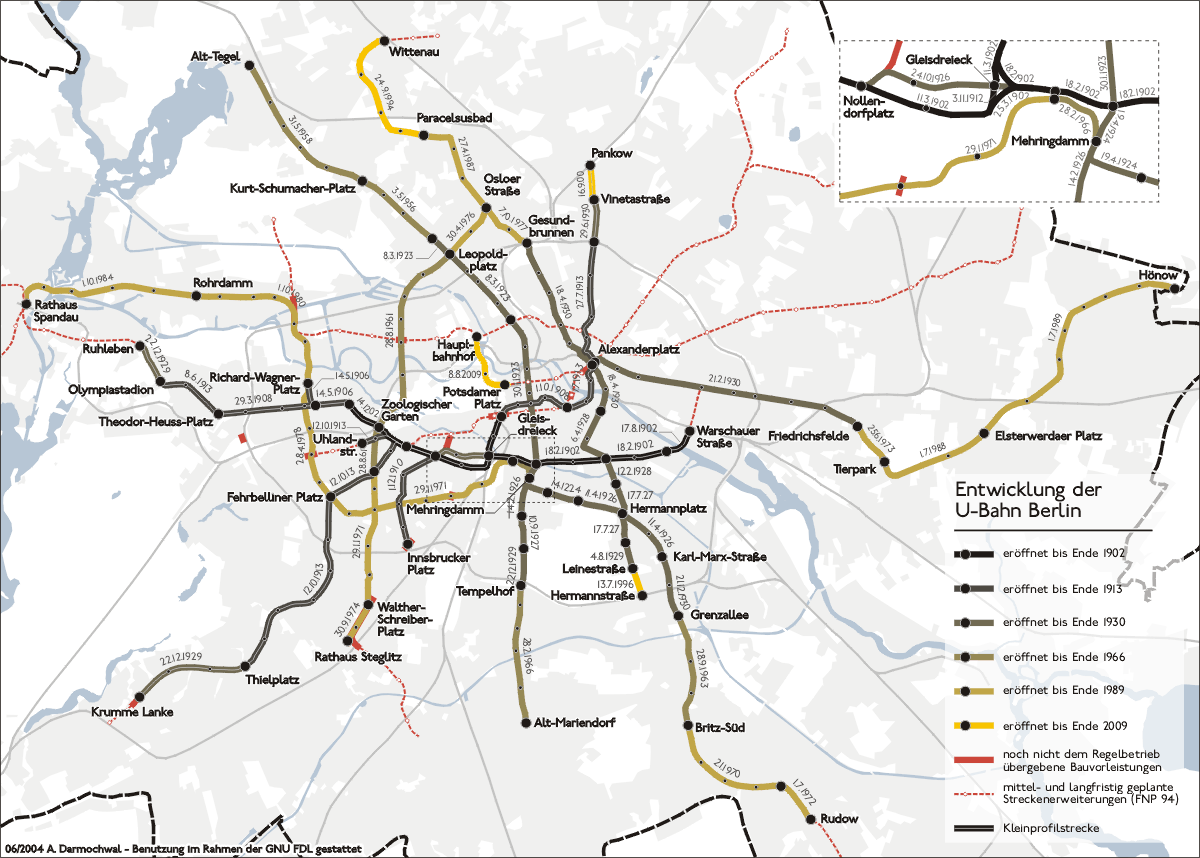
A metróhálózat fejlődése 1902-2009 között

A rendszer kiépülése három fő fázisra osztható:
1. 1913-ig: a Kleinprofil (’kisprofil’) vonalainak kiépülése Berlinben, illetve az akkor még különálló Charlottenburgban, Schönebergben és Wilmersdorfban.
2. 1930-ig: az első Großprofil-vonalak (’nagyprofil’) megjelenése, az első észak–déli vonal kiépülése.
3. 1953-tól: a világháború utáni hálózatfejlesztések.

A XIX. század végén Berlin városfejlesztői lázasan keresték a megoldásokat az egyre növekvő forgalom által okozott problémákra. A híres feltaláló, Werner von Siemens magasvasút kiépítését, míg az AEG vállalat a földalattit javasolta. A városvezetők attól tartottak, hogy egy metrórendszer tönkretenné a csatornahálózatot, ezért az egykori városfal helyén húzódó magasvasút terve mellett foglaltak állást. Mindazonáltal a szomszédos Charlottenburg nem osztozott a főváros félelmeiben, s nem támogatták a Tauentzienstraße vonalán húzódó magasvasút építését. Ők attól tartottak, hogy ez elcsúfítaná a gazdag előváros városképét.

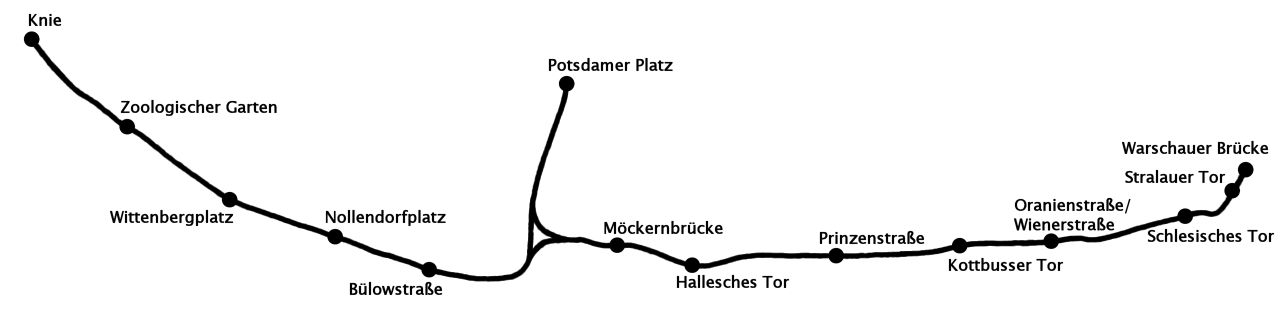
A Strammstrecke

Hosszú évek tárgyalásai után 1896. szeptember 10-én megindult a munka a Stralauer Tor és a Zoologischer Garten (’állatkert’) között, többnyire magasvasúti vezetésben, egy rövid kiágazással a Potsdamer Platz felé. Az 1902. február 15-én átadott vonal Stammstrecke (’törzsvonal’) néven vált ismertté, s azonnal sikert aratott. Már ugyanezen év augusztusának 17. napján bővült a vonal; keleti irányban, a Warschauer Brücke-ig (az állomás ma már a Warschauer Straße nevet viseli). December 14-én nyugaton is meghosszabbodott, egészen a mai Ernst-Reuter-Platz-ig, mely akkor Knie (’térd’) néven volt ismert.
Azért, hogy Schöneberg város fejlődése is biztosítva legyen, az ottani városvezetők elhatározták, hogy ők is létrehoznak egy Berlin irányú kapcsolatot. Schöneberg nem gondolta nyereségesnek a magasvasutat, ezért elkezdődött Németország első helyi finanszírozású földalatti vonalának építése, mely 1910. december 1-jén nyílt meg. Mindössze néhány hónappal azelőtt azonban megindult egy negyedik vonal építése is, mely a délnyugati Wilmersdorf várost hivatott összekötni az egyre növekvő berlini metróhálózattal.

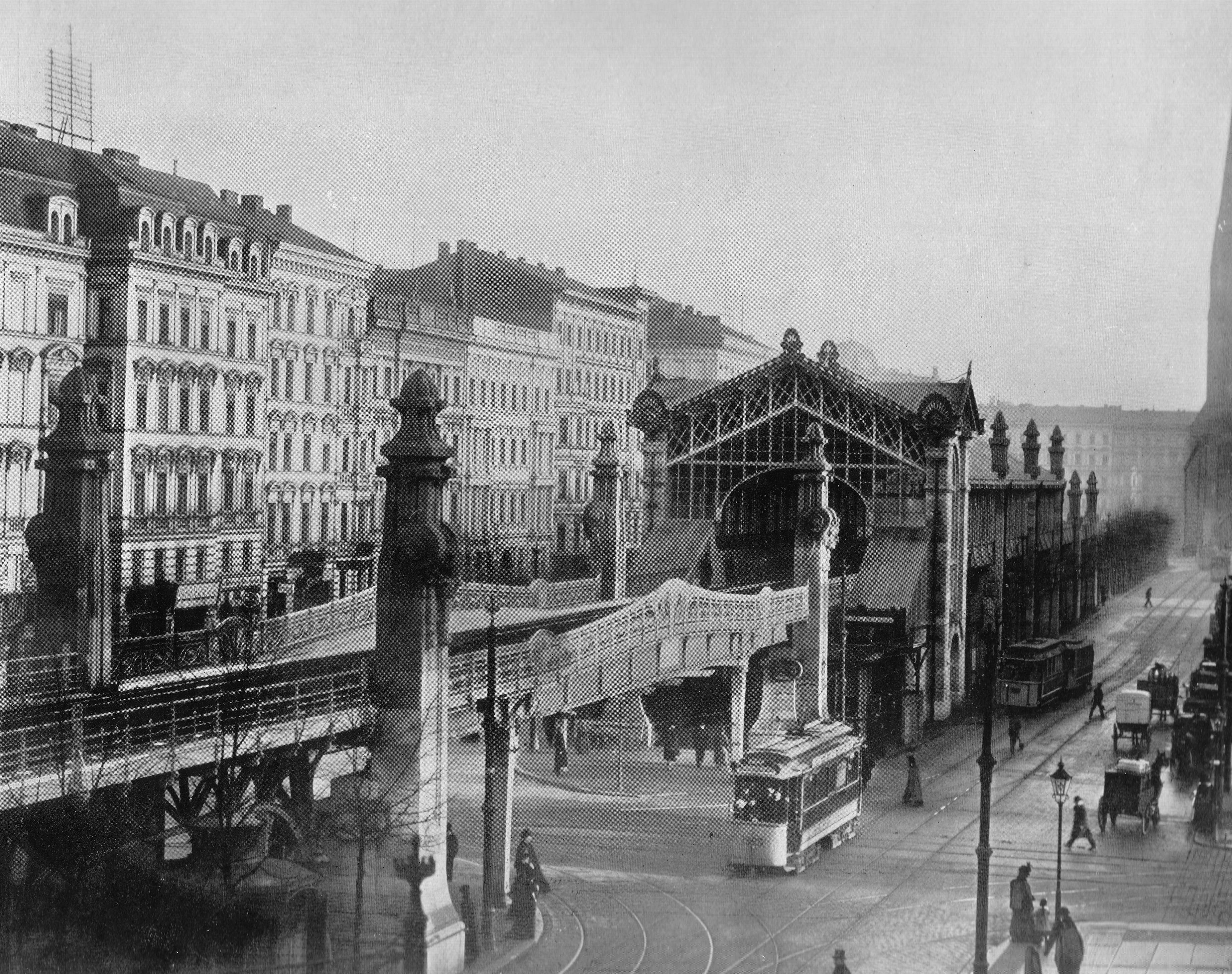
Bülowstraße magasvasúti állomás (1903)

A korabeli hálózat főként kelet–nyugati irányú vonalakból állt, melyek Berlin (és a környező települések) gazdagabb negyedeit kötötték össze, mert ezeket az útvonalakat tekintették a leginkább jövedelmezőnek. Azonban miután a munkásság is egyre szélesebb körben kezdte használni a rendszert, egyre inkább érlelődött egy észak–déli vonal kivitelezése. Ez 1920-ban széles körű támogatást nyert, amikor is a környező települések beolvasztásával létrehozták Nagy-Berlint (Groß-Berlin), mely ezáltal a világ harmadik legnépesebb városává vált (London és New York után).
A városvezetés az új vonalak kialakításakor szélesebb és nagyobb kapacitású kocsikat akart beszerezni. Ez az új hálózat ismert jelenleg Großprofil-ként. 1912 decemberében indult az úgynevezett Nord-Süd-Bahn (’észak–déli vasút’) megvalósítása (az északi Wedding és a déli Tempelhof között), azonban az I. világháború közbeszólt. A munka 1919-ben folytatódott, ám a rossz gazdasági helyzet miatti hiperinfláció lassította a kivitelezést.
1923. január 30-án nyílt meg az első szakasz a Hallesches Tor és a Stettiner Bahnhof között, két hónappal később azonban már a Seestraße-ig közlekedtek a szerelvények. Mivel azonban a projekt kétségbeejtően alul volt finanszírozva, a Kleinprofil-hálózat szerelvényeit használták ezen a Großprofil-vonalon is. A kocsikat egy fából készült anyaggal szélesítették ki, hogy ne maradjon hézag a peron és közte. Ezeket a népnyelv Blumenbretternek, azaz virágtartónak nevezte el. A vonal a Mehringdamm-nál (akkoriban: Belle-Alliance-Straße) kiágazott a déli Tempelhof irányába. Ez a szakasz 1929. december 22-én, míg a Grenzallee felé tartó kiágazás 1930. december 21-én nyílt meg.
Még 1912-ben elfogadták, hogy az AEG vállalat építhet egy saját észak–déli vonalat, érintvén az Alexanderplatz-ot, mely GN-Bahn néven vált ismertté a két végállomása miatt (Gesundbrunnen és Neukölln). A vállalat pénzügyi nehézségekkel küszködött, ezért 1919-ben le is állt az építkezés. 1926-ig nem történt érdemi változás, azonban 1927. július 17-én a Boddinstraße és a Schönleinstraße között megnyílt a vonal. A közbenső Hermannplatz-on lehetőség nyílt átszállni a másik Großprofil-vonalra. A teljes vonal 1930. április 18-án jött létre.
1929-ben az eddigi metrókért felelős társaság, a Hochbahngesellschaft helyét átvette a BVG. Ezzel együtt a nagyobb fejlesztések 1930-ban véget értek.
A nemzetiszocialisták hatalomátvétele nem sok változást hozott a metróhálózat életében. A legfőbb újdonság az volt, hogy az állomásokon mindenütt nemzeti zászló lobogott, valamint két megállót átneveztek. Az építész Albert Speer átfogó terveket készített ugyan, melyben szerepelt egy körirányú vonal, valamint a korábbiak külvárosi irányú meghosszabbítása, azonban konkrét fejlesztések nem történtek.
A második világháború idején sok állomást óvóhelyként használtak, ugyanakkor a hálózat jelentős része megrongálódott. 1945-ben 69,5 km-nyi pálya és 93 állomás alkotta a hálózatot, melynek a helyreállítása 1950-ben fejeződött be. Habár a háború utáni városban szabadon közlekedhettek a lakosok, a nyugat-berliniek egyre kevésbé merészkedtek át keletre: 1953-tól a vonatokon hangosbemondón jelezték, ha a szovjet szektor határához ért a vonat.

A keleti gyorsvasúti hálózat. A kék szín (és az U betű) a metrót, míg a vörös (és az S betű) a városi vasutat jelöli.

A Kelet-Berlinen áthaladó vonalak és az ott található szellemállomások

1953 és 1955 között tervezték meg a 200-Kilometer-Plan-t, mely - mint neve is mutatja - azt a célt tűzte ki, hogy a hálózat hosszúsága érje el a 200 km-t. A C vonal meghosszabbítását tekintették a legfontosabbnak Tegel és Alt-Mariendorf között. A Tegel irányú északi meghosszabbítás meg is nyílt 1958. május 31-én. Azért, hogy kikerüljék Kelet-Berlint és egy új gyorsvasúti kapcsolatot biztosítsanak a sűrűn lakott Steglitznek, Weddingnek és Reinickendorfnak, egy harmadik észak–déli vonal kialakítását kezdték meg. Az új G vonal a Leopoldplatz és a Spichernstraße között nyílt meg, de azzal a szándékkal, hogy mindkét irányban meghosszabbítják majd. 1961. szeptember 2-án tervezték megnyitni, azonban a berlini fal építésének híre miatt előbbre hozták a megnyitót, augusztus 28-ra.

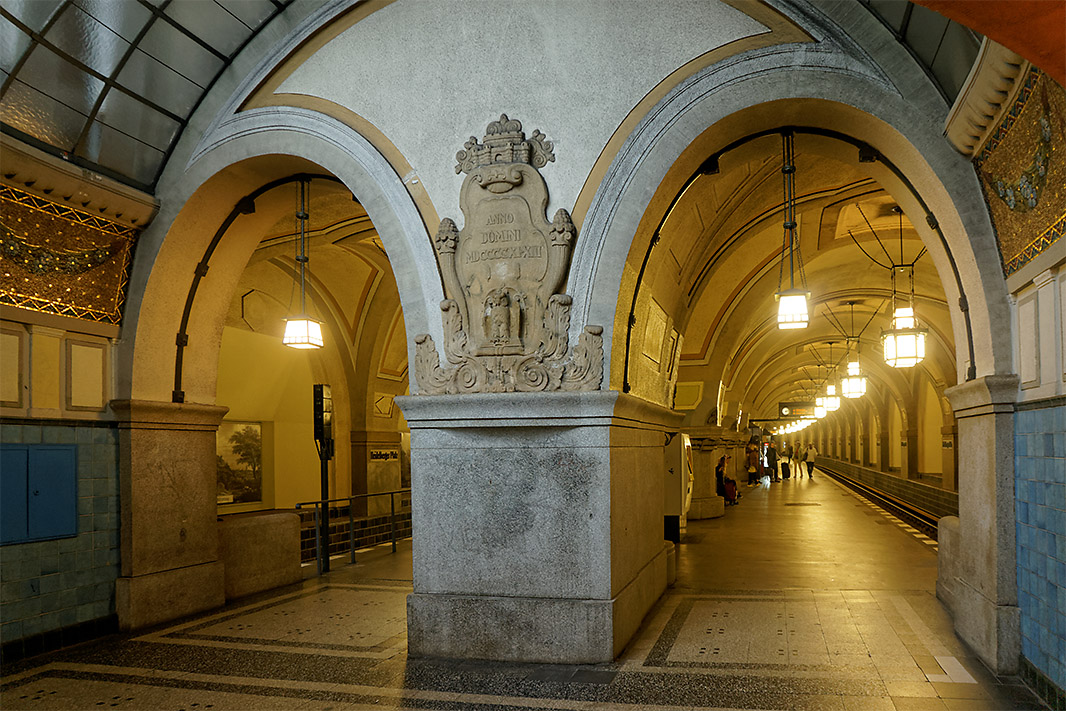
A gazdag Wilmersdorf egyik díszes állomása: Heidelberger Platz.

A fal felépültével a két városrész lakói teljesen elkülönültek egymástól. A 2-es metrót egyszerűen kettévágták, míg az észak–déli irányú vonalak megállás nélkül haladtak át Kelet-Berlin alatt. A használaton kívüli állomásokat szellemállomásoknak (Geisterbahnhöfe) kezdték nevezni. Ezeket a keletnémet határőrök őrizték. Keleti területen egyedül a Friedrichstraße megállónál hagyhatták el a szerelvényeket a nyugati utasok, itt ugyanis átszállási lehetőség nyílt az S-Bahn-ra. Minthogy az S-Bahnt a keletnémet vasúttársaság üzemeltette, sok nyugat-berlini inkább a többszörös átszállást választotta, mintsem hogy a keleti közlekedési társaságot használja.
A fal leomlása után ismét összekötötték a kettévágott hálózatot, azonban azóta csak három kisebb szakaszhosszabbítás történt a 151,7 km-re duzzadt hálózaton.

## Viszonylatok
| Vonal | Útvonal                             | Építés    | Hossz   | Állomások száma | Állomások átlagos távolsága | Menetidő | Átlagsebesség |
| ----- | ----------------------------------- | --------- | ------- | --------------- | --------------------------- | -------- | ------------- |
|       | Uhlandstraße ↔ Warschauer Straße    | 1902–1926 | 9,0 km  | 13              | 692 m                       | 21 perc  | 26,3 km/h     |
|       | Pankow ↔ Ruhleben                   | 1902–2000 | 20,7 km | 29              | 714 m                       | 47 perc  | 26,4 km/h     |
|       | Krumme Lanke ↔ Warschauer Straße    | 1913–1929 | 18,9 km | 24              | 793 m                       | 40 perc  | 28,4 km/h     |
|       | Nollendorfplatz ↔ Innsbrucker Platz | 1910      | 2,9 km  | 5               | 580 m                       | 6 perc   | 28,6 km/h     |
|       | Hauptbahnhof ↔ Hönow                | 1930–2020 | 22,4 km | 26              | 920 m                       | 41 perc  | 33,6 km/h     |
|       | Alt-Tegel ↔ Alt-Mariendorf          | 1923–1966 | 19,9 km | 29              | 686 m                       | 38 perc  | 31,4 km/h     |
|       | Rathaus Spandau ↔ Rudow             | 1924–1984 | 31,8 km | 40              | 795 m                       | 57 perc  | 33,7 km/h     |
|       | Wittenau ↔ Hermannstraße            | 1927–1996 | 18,0 km | 24              | 750 m                       | 36 perc  | 30,1 km/h     |
|       | Rathaus Steglitz ↔ Osloer Straße    | 1961–1976 | 12,5 km | 18              | 694 m                       | 23 perc  | 32,7 km/h     |

- U1 – 9 km hosszú és 13 állomással rendelkező vonal. Ez egy kelet–nyugat irányú vonal, amely a Warschauer Straßétól az Uhlandstraßéig közlekedik. Ez a vonal halad át a híres Oberbaumbrückén.
- U2 – 20,7 km hosszú és 29 állomással rendelkező vonal. A korai berlini metróépítés időszakában épült, 1914 előtt. Pankowtól Ruhlebenig közlekedik. Útvonala során olyan helyeket érint, mint például a Potsdamer Platz, az Alexanderplatz vagy az állatkert.
- U3 – 18,9 km hosszú és 24 állomással rendelkező vonal. 2004. december 12. előtt csak a Wittenbergplatzig lehetett közlekedni, ma már azonban a Krumme Lanke állomástól a Warschauer Straßéig lehet vele utazni. Az U1 és az U3 felváltva jár a Wittenbergplatz–Warschauer Straße-szakaszon.
- U4 – 2,86 km hosszú és 5 állomással rendelkező vonal, ezáltal a legrövidebb. A Nollendorfplatztól az Innsbrucker Platzig közlekedik. 1908-ban kezdődött a metróvonal építése, és 1910. december 1-jén állt üzembe.
- U5 – Az U5 egy 22,4 km hosszú és 26 állomással rendelkező vonal. A berlini Hauptbahnhofról indul, és egészen Berlin közigazgatási határáig, Hönowig közlekedik. Ez a vonal volt az egyetlen, amelyet a keletnémet kormány meghosszabbított a megosztott város idején (1945–1990). Két állomáson, az Unter den Lindenen és az Alexanderplatzon találkozik más metróvonallal.
- U6 –19,9 km hosszú és 29 állomással rendelkező vonal. Alt-Tegeltől Alt-Mariendorfig közlekedik. Ez a vonal érintette az egykori tempelhofi repülőteret.
- U7 – 31,8 km hosszú és 40 állomással rendelkező vonal, ezzel a leghosszabb a berlini metróhálózatban. Rathaus Spandau és Rudow között közlekedik, végig a föld alatt. 1901-ben születtek meg a tervek az építésére, de az első szakasz csak 1923. január 30-án nyílt meg.
- U8 – 18,1 km hosszú és 24 állomással rendelkező vonal, észak–déli irányú. 1927. július 17-én nyílt meg az első szakasza. Wittenau és a Hermannstraße között közlekedik.
- U9 – 12,5 km hosszú és 18 állomásból álló vonal. 1961. augusztus 28-án nyílt meg. Észak–déli irányban fut, többnyire a föld alatt. Az átlagos utazási idő 23 perc. Az Osloer Straße és a Rathaus Steglitz között közlekedik. Hosszú távú fejlesztési terv, hogy déli irányban meghosszabbítják Lankwitzig.

### Projektek
|  | Ostkreuz–Westkreuz                |                          |
|  | Pankow Kirche–Falkenhagener Feld  |                          |
|  | Ostkreuz–Mexikoplatz              |                          |
|  | Nollendorfplatz–Innsbrucker Platz |                          |
|  | Hönow–Hauptbahnhof                |                          |
|  | Alt-Tegel–Alt-Mariendorf          | Tegel UTR–Alt-Mariendorf |
|  | Flughafen BER–Heerstraße Nord     |                          |
|  | Märkisches Viertel–Hermannstraße  |                          |
|  | S-Bf. Pankow–Lankwitz             |                          |

## Galéria

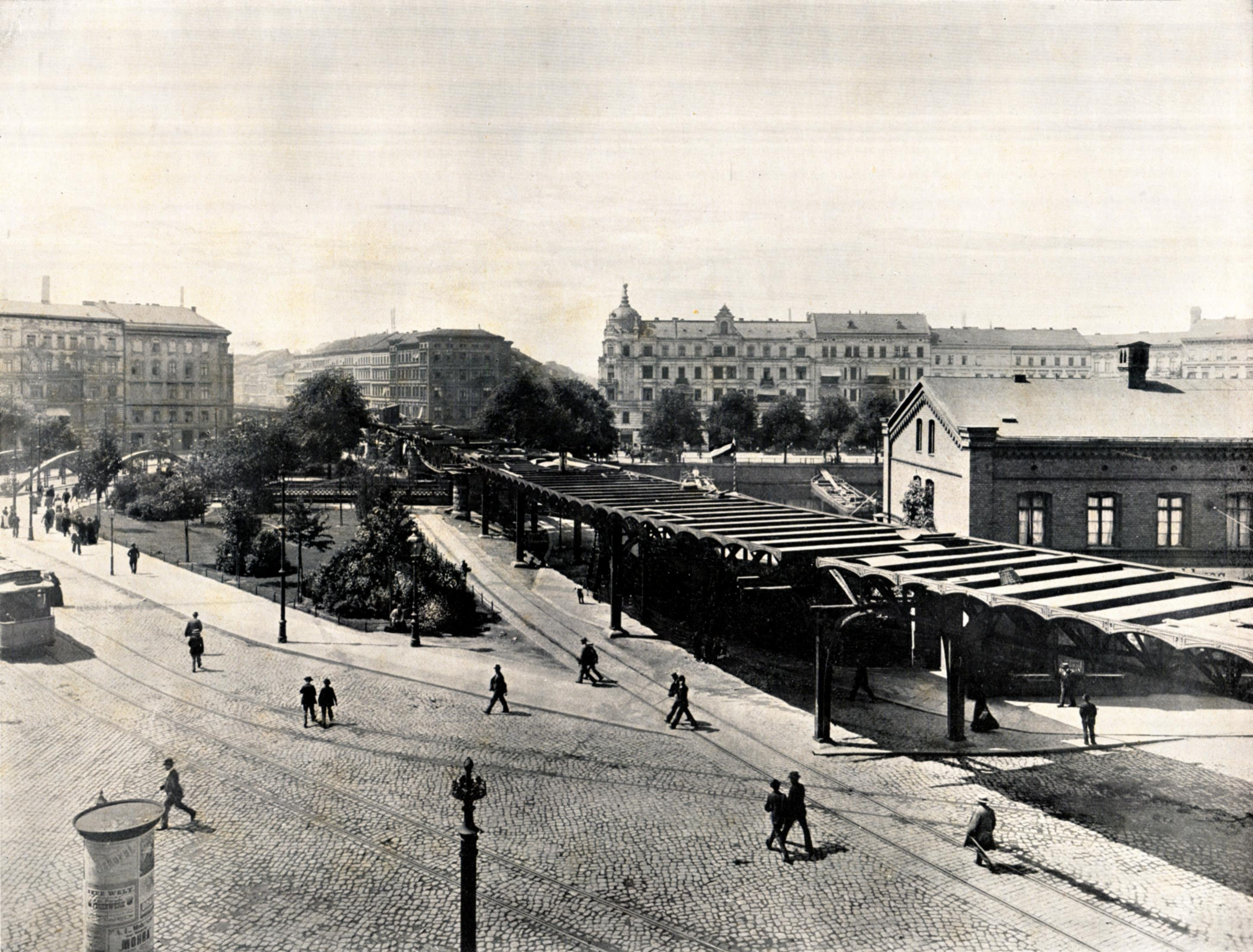
A magasvasút építése
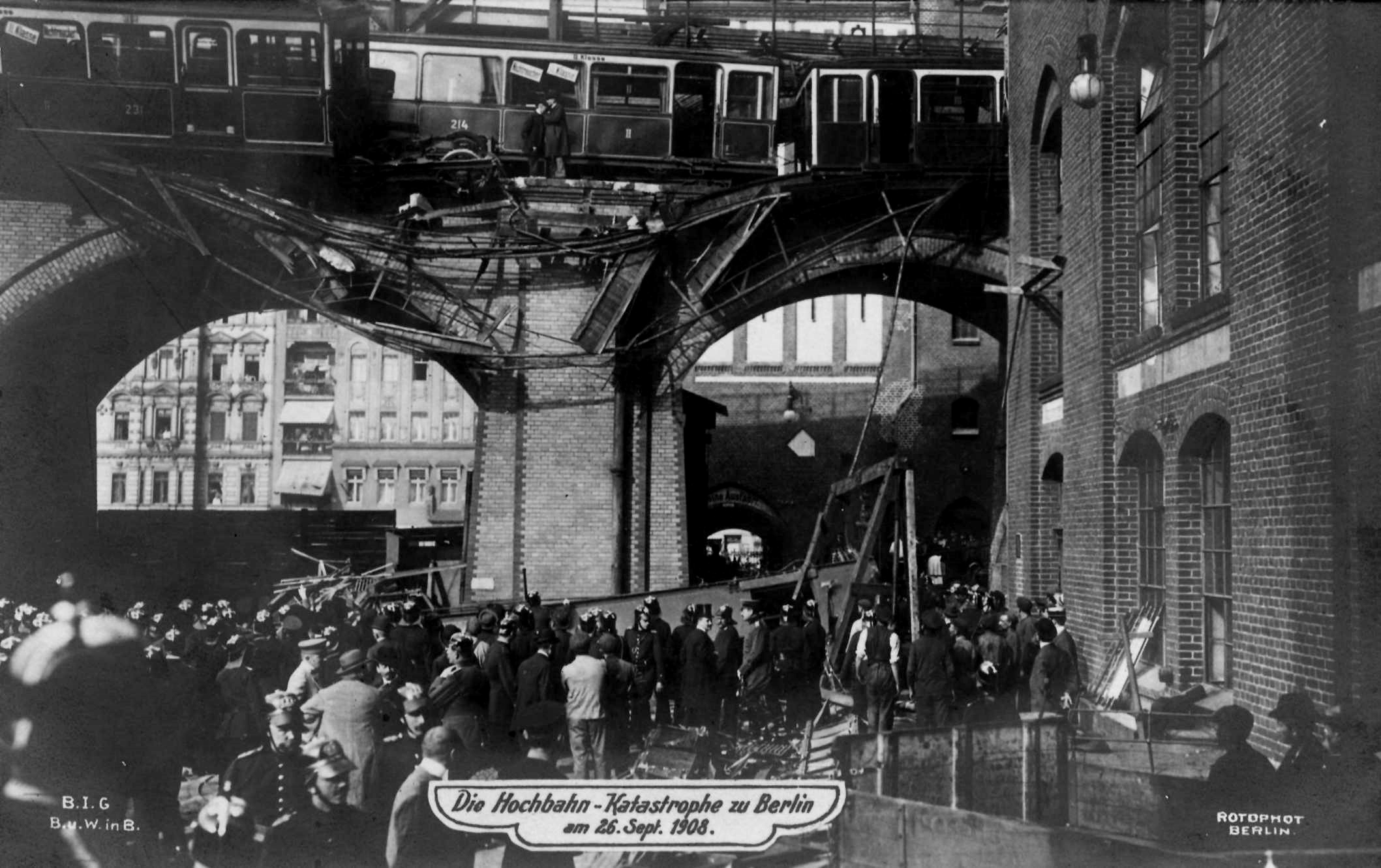
Baleset a Gleisdreieck-nél (1908)
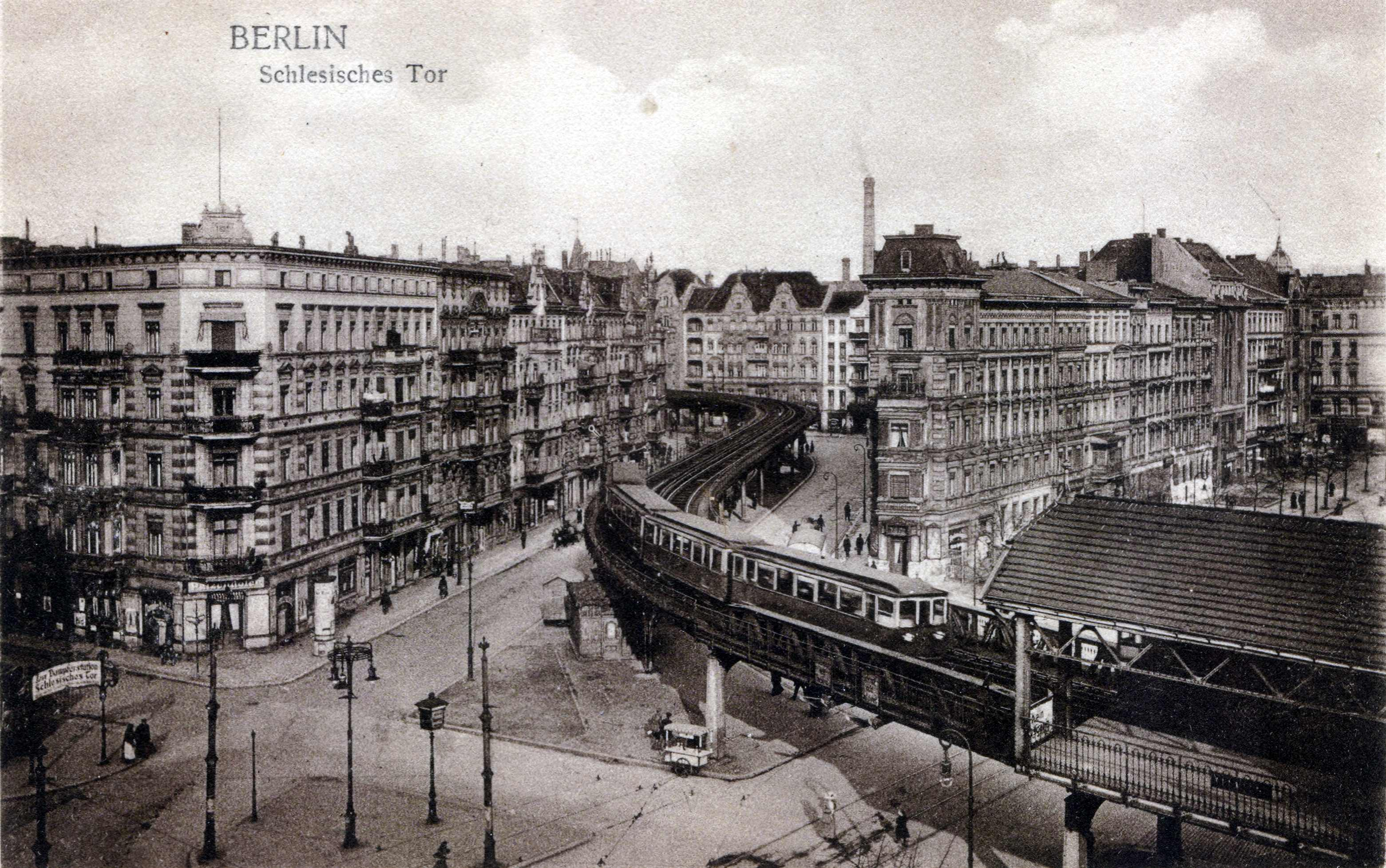
Korabeli kép a Schlesisches Tornál
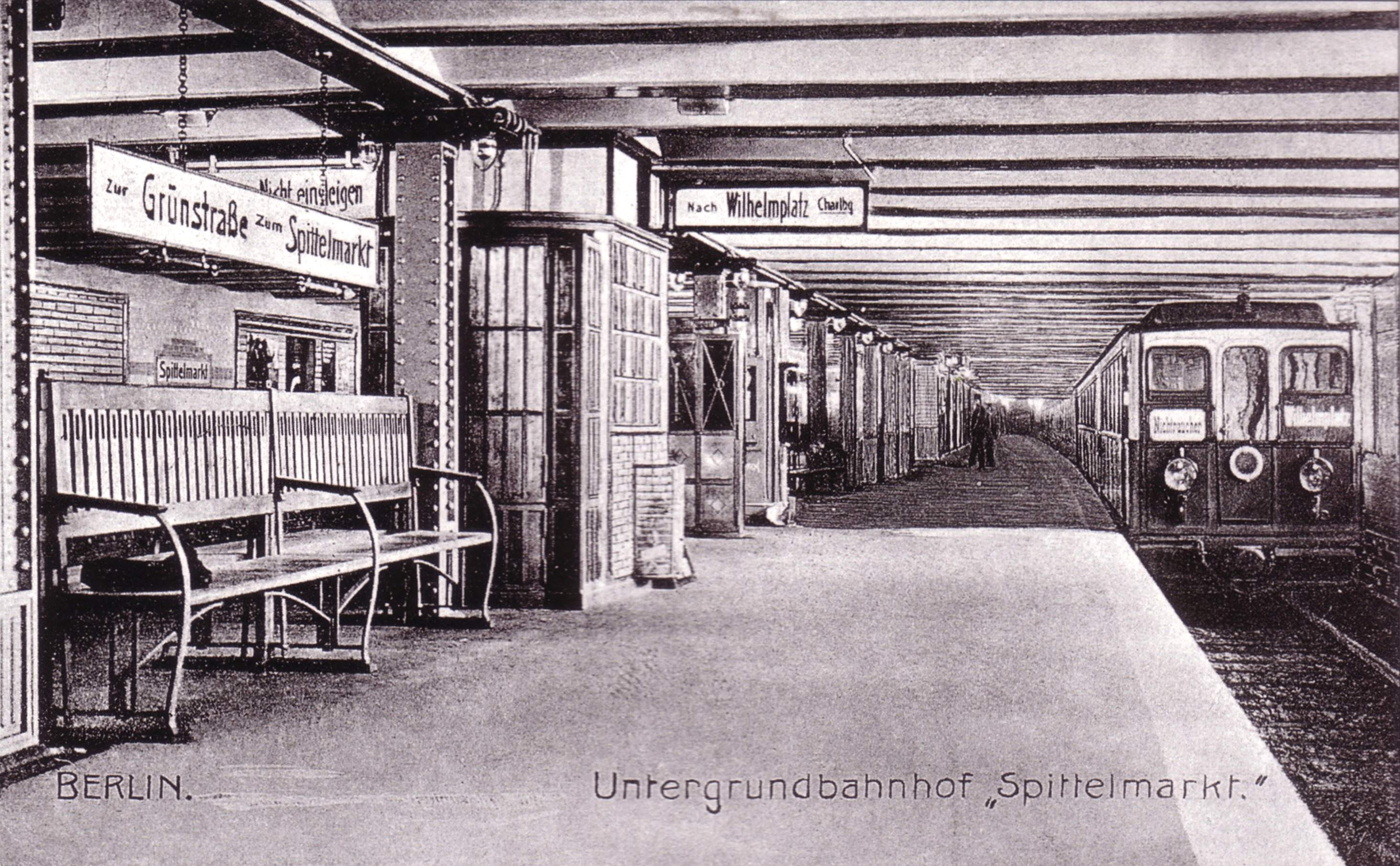
Spittelmarkt állomás
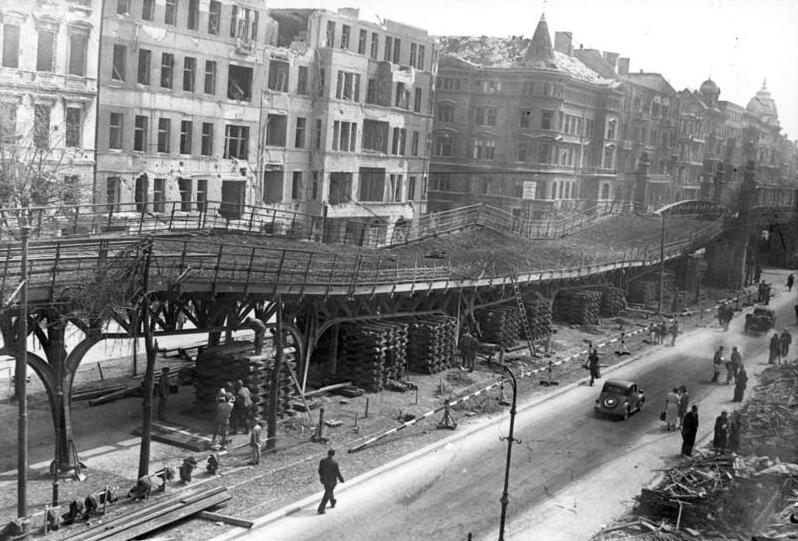
A sérült magasvasúti pálya 1944-ben
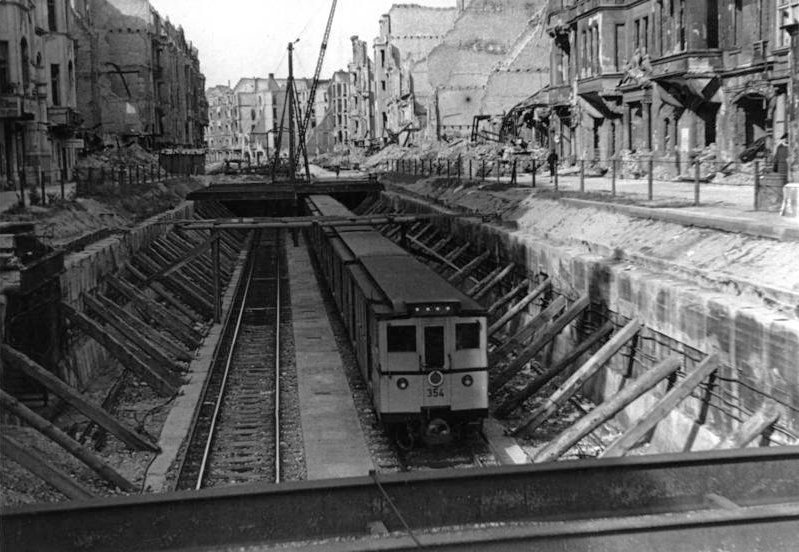
1945-1950 között azon dolgoztak, hogy minél hamarabb helyreálljon a metró forgalma
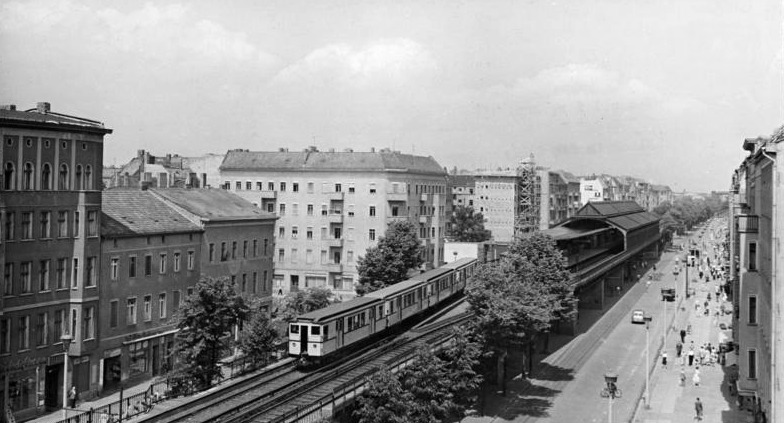
Schönhauser Allee, Kelet-Berlin
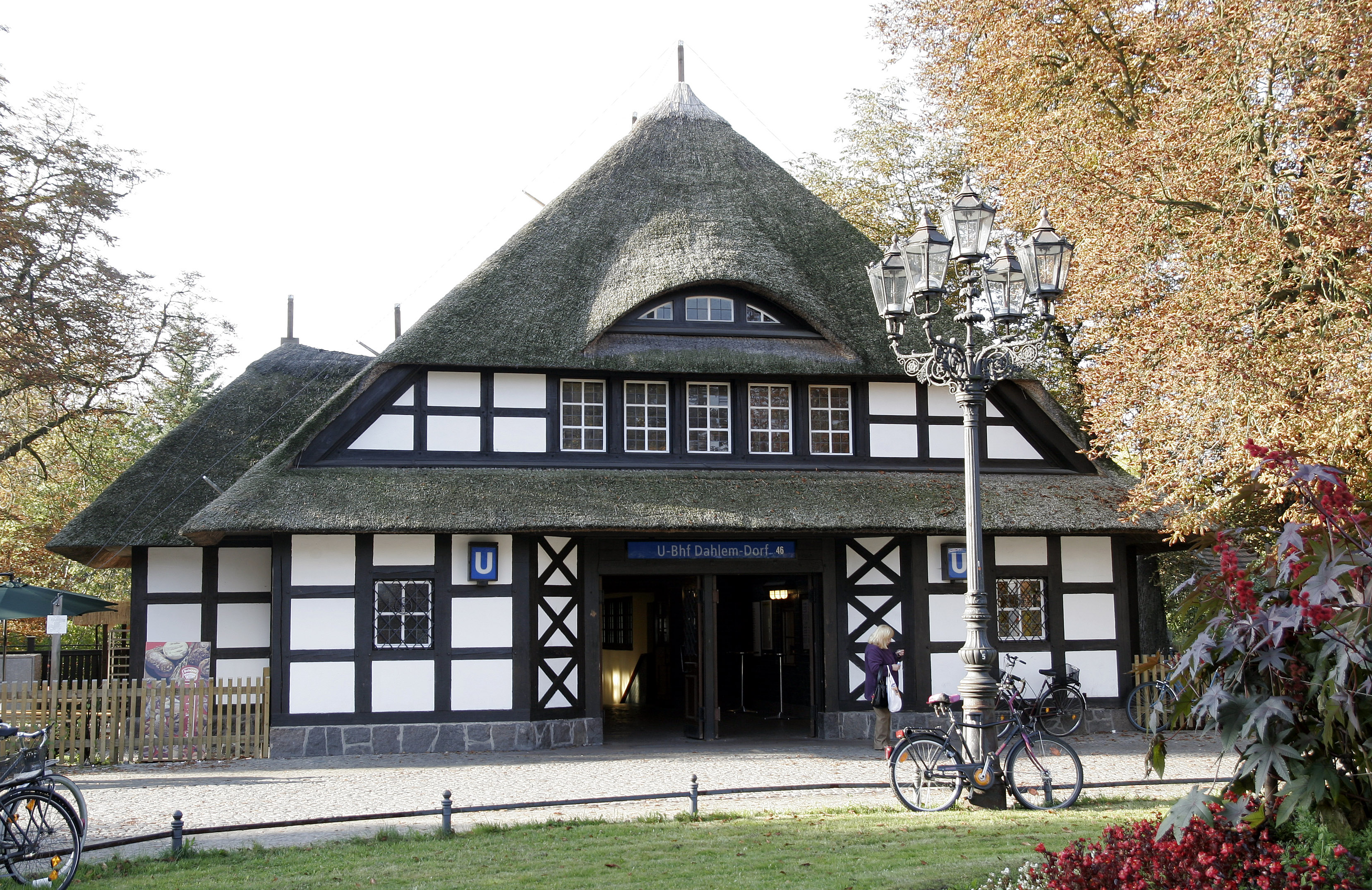
Külvárosi állomásépület: Dahlem-Dorf
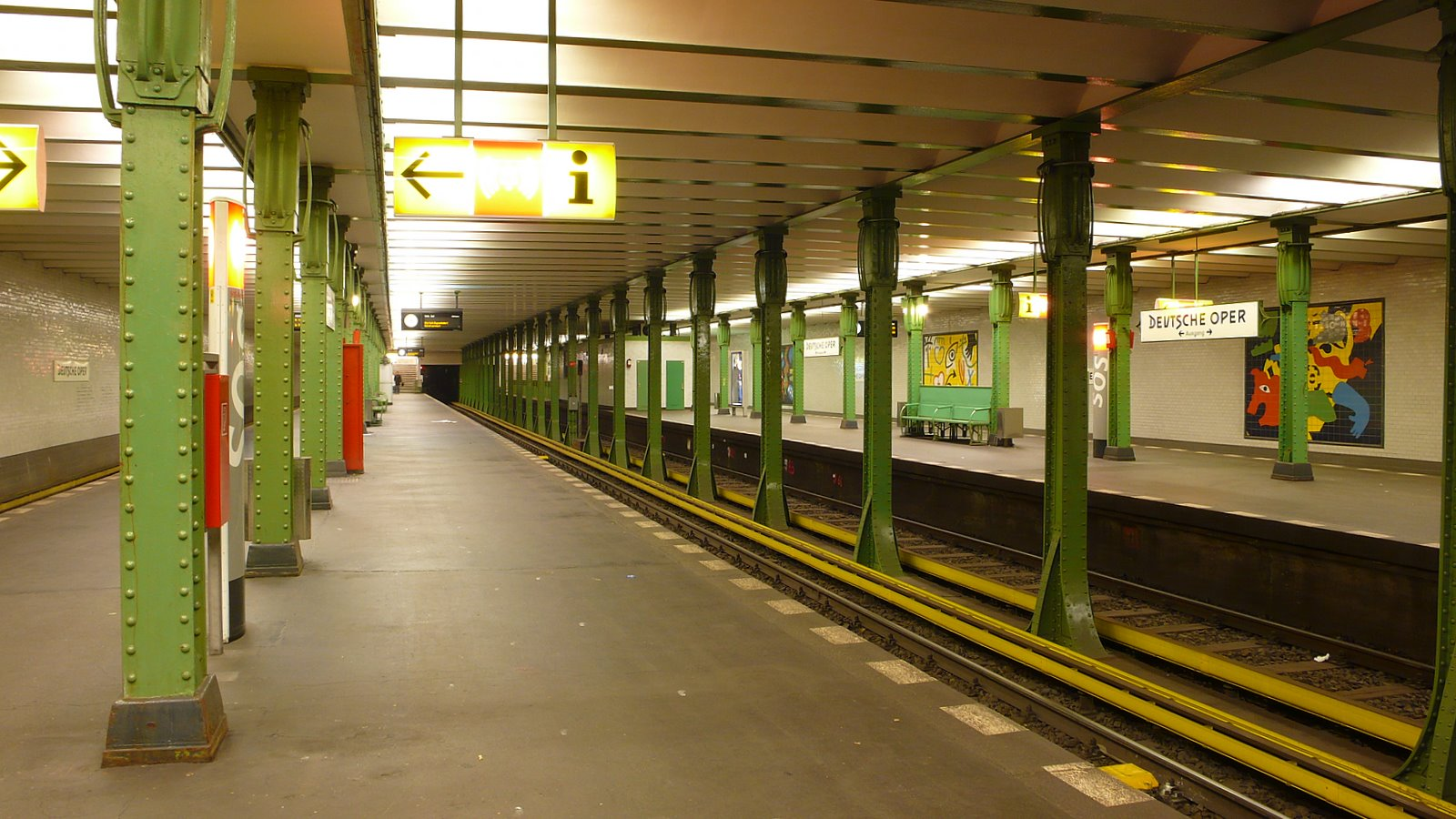
Deutsche Oper. Az acélszerkezetek a budapesti földalattit idézik
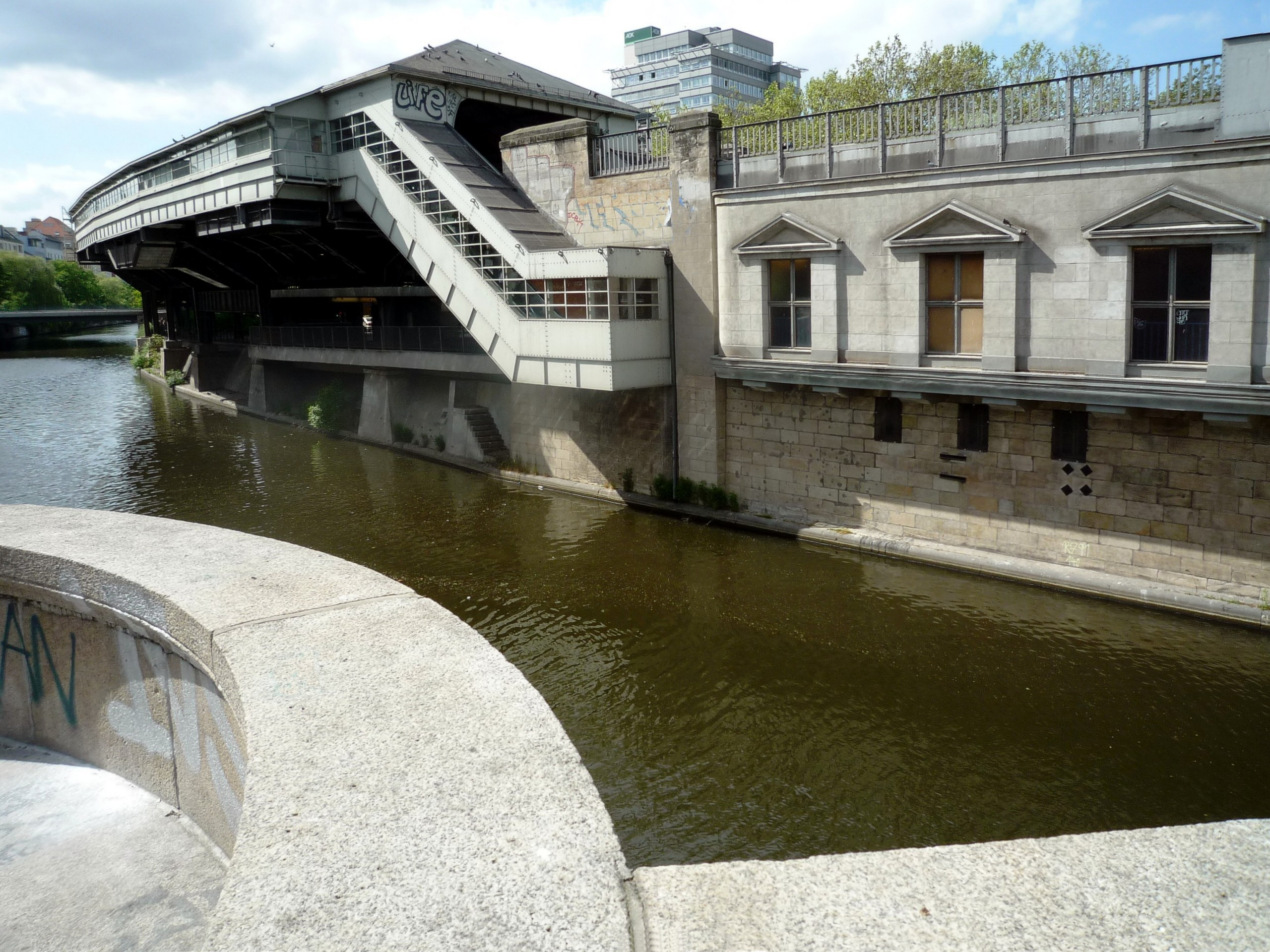
A Landwehrkanal partjára épült Hallesches Tor állomás
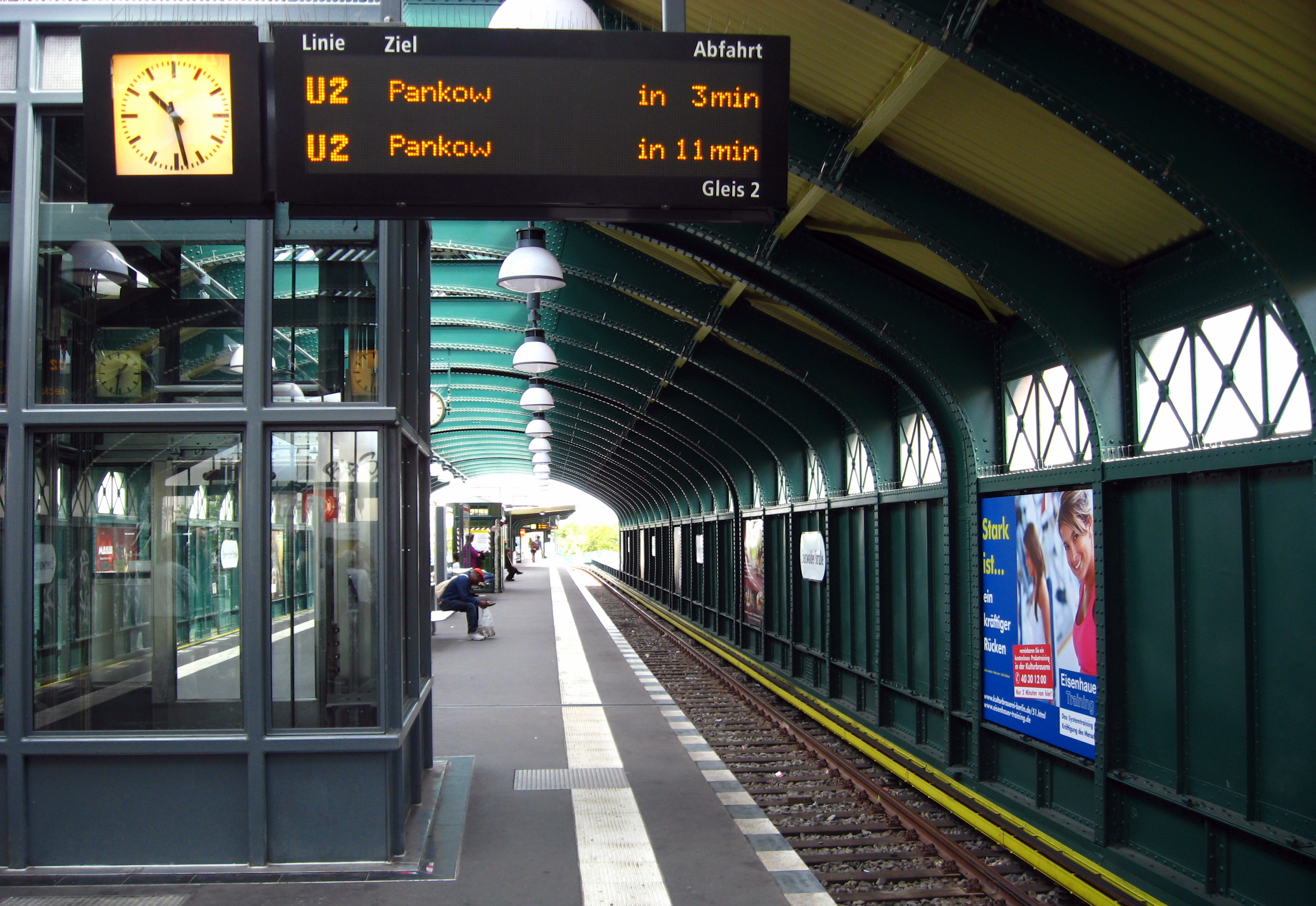
Eberswalder Straße, magasvasúti állomás
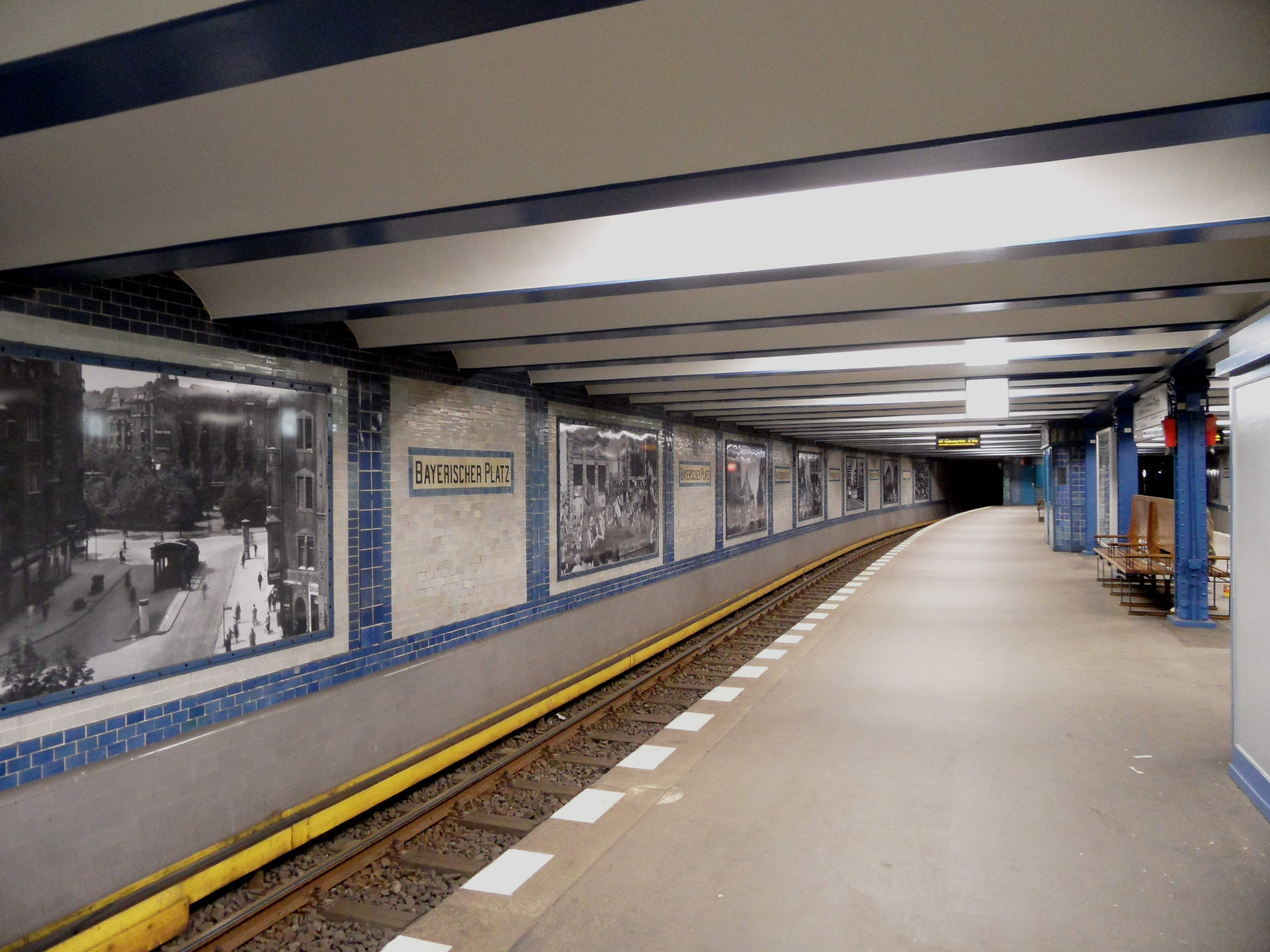
Bayerischer Platz
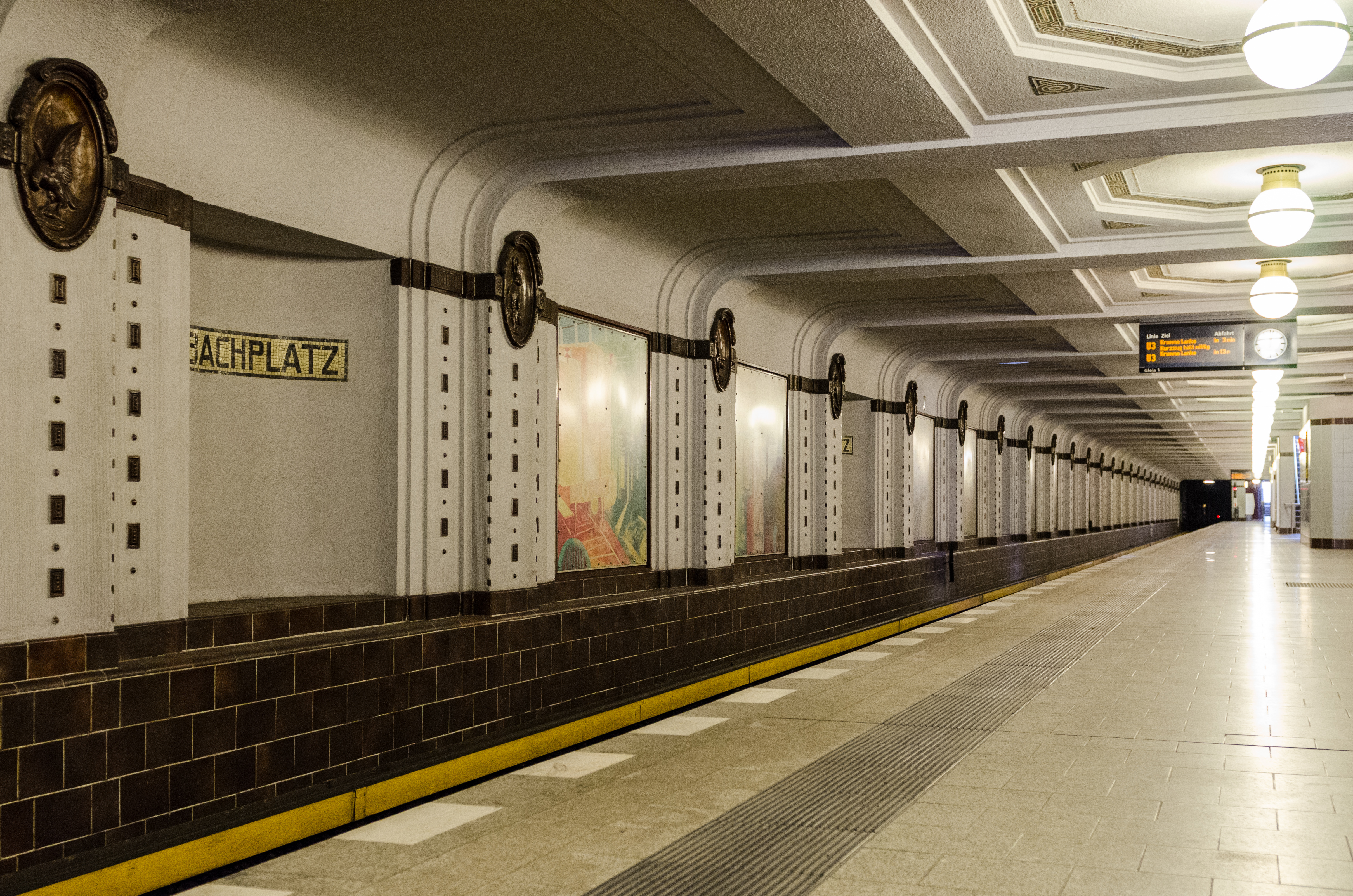
Breitenbachplatz
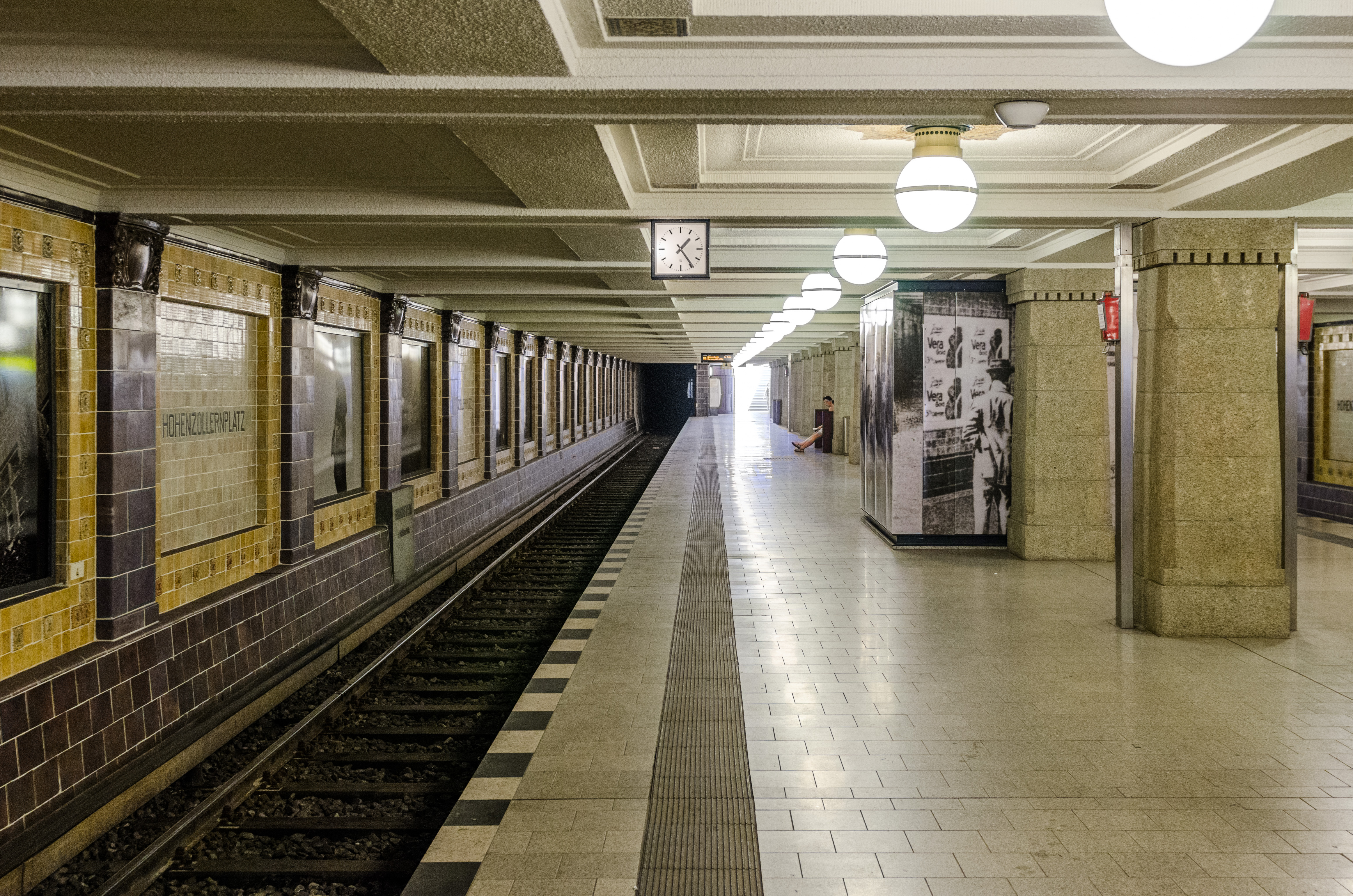
Hohenzollernplatz
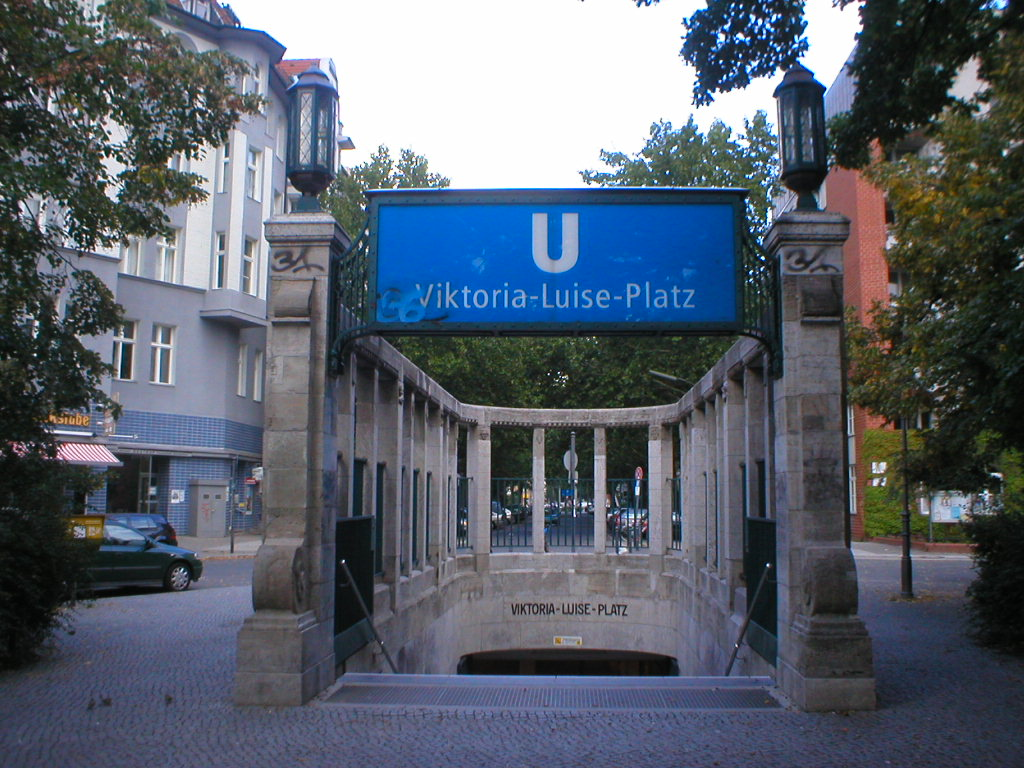
Az U4 egyik állomása: Viktoria-Luise-Platz
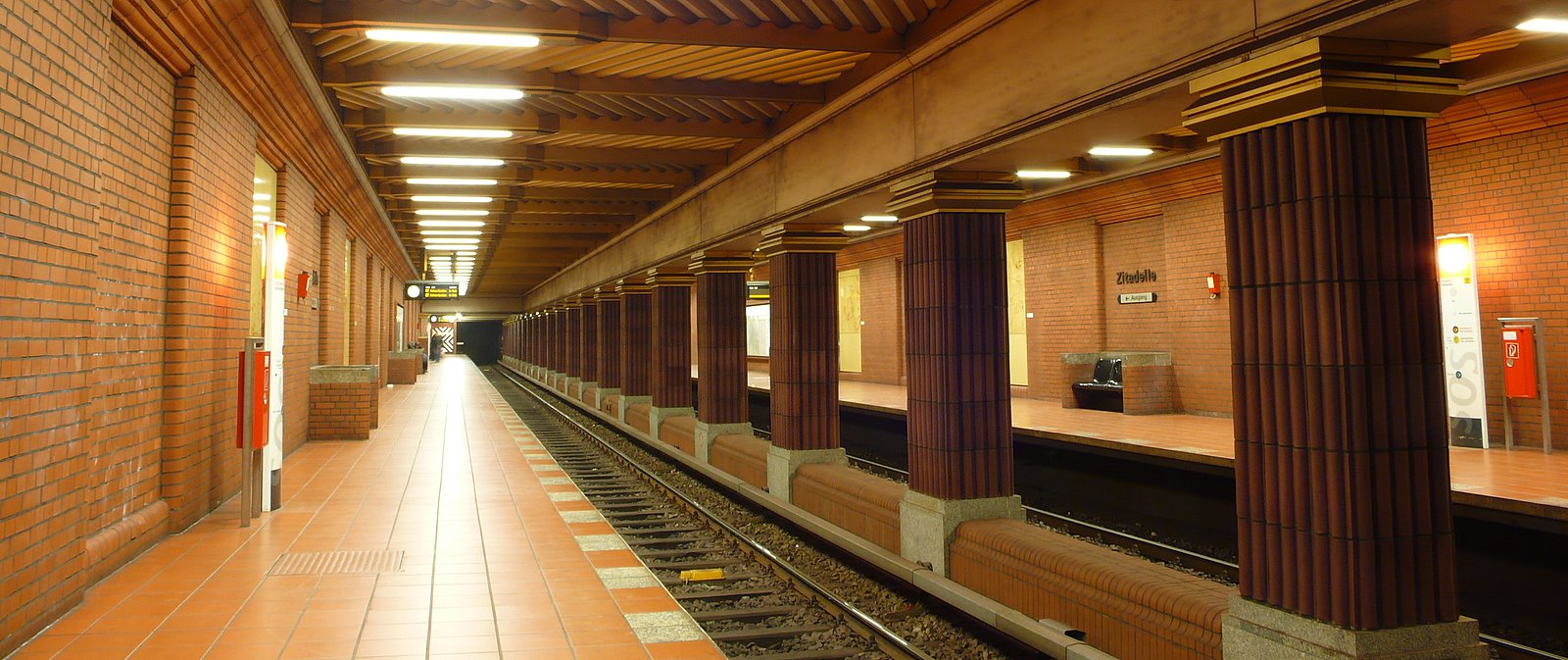
Zitadelle
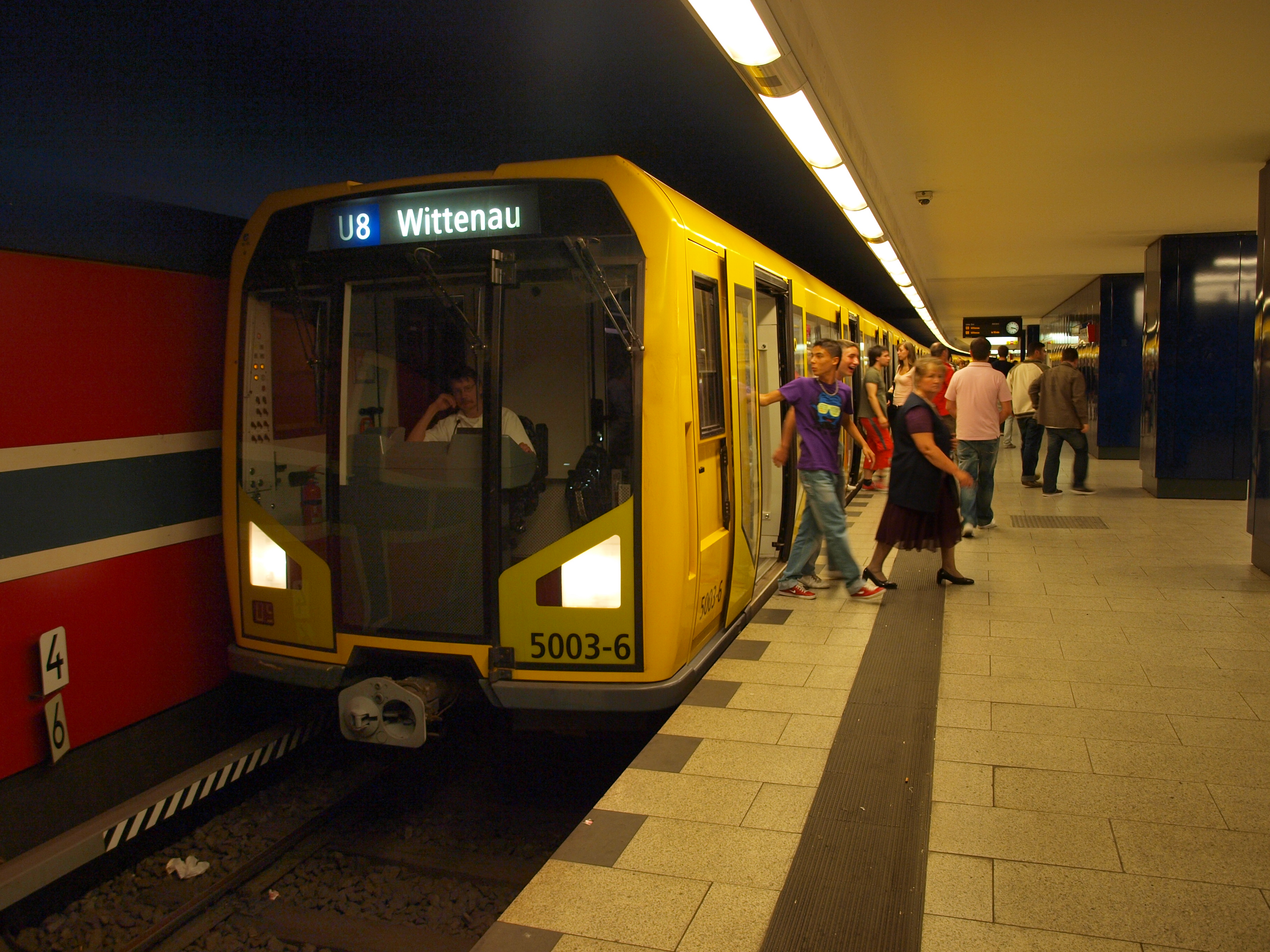
H-típusú szerelvény az Osloer Straßénál az U8 vonalon
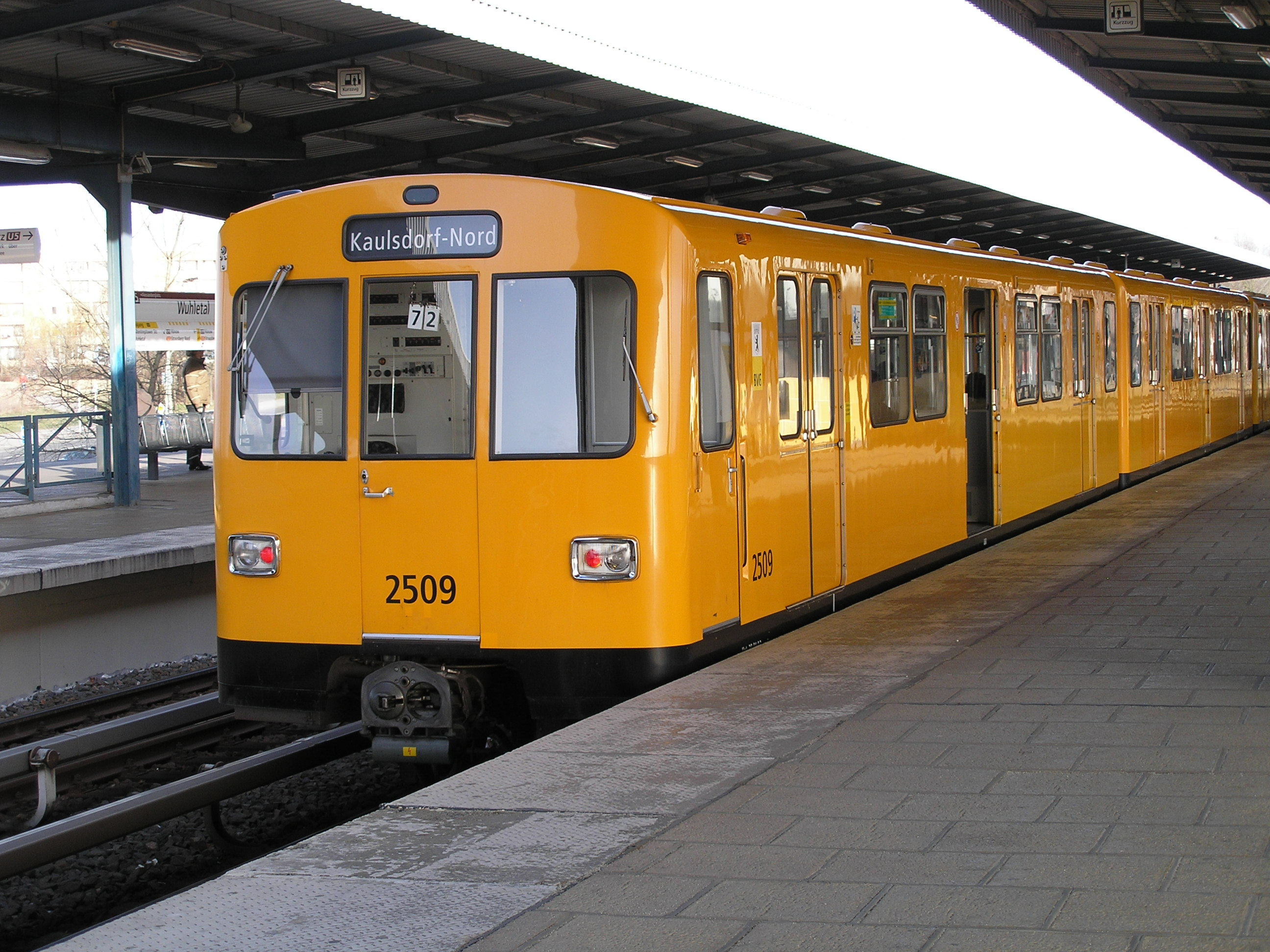
A berlini földalatti Kaulsdorf felé
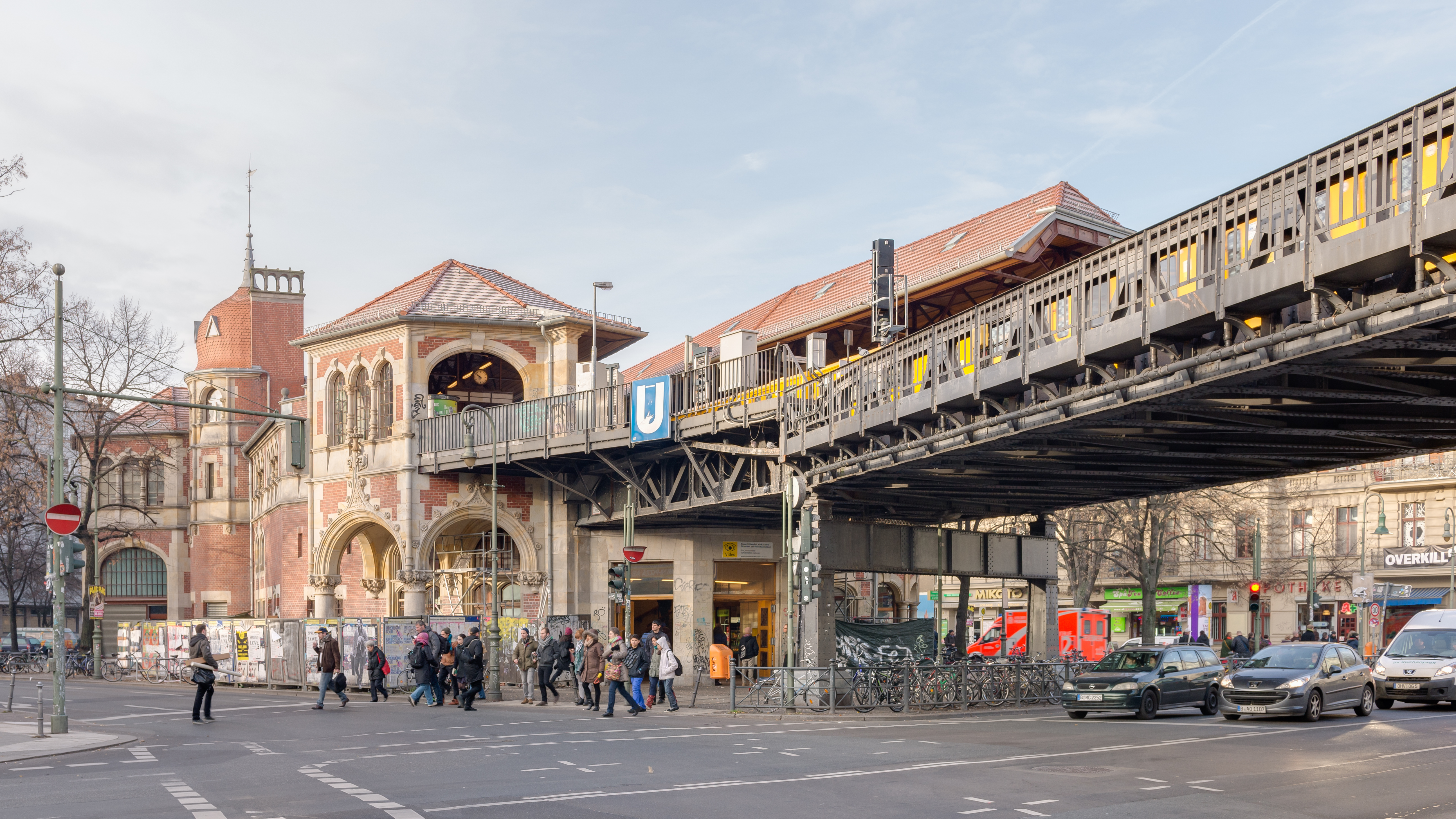
Schlesisches Tor
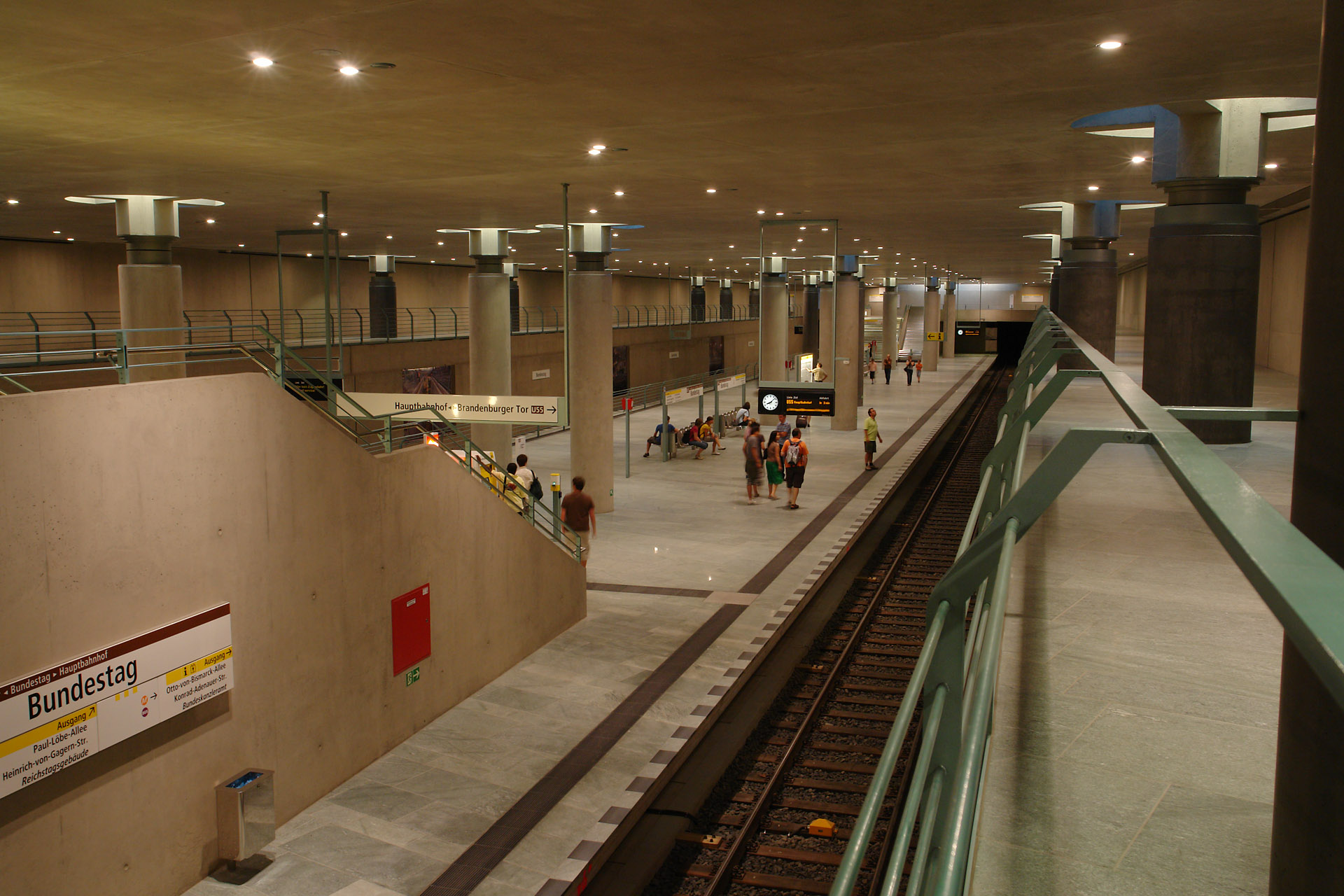
Bundestag

## Irodalom

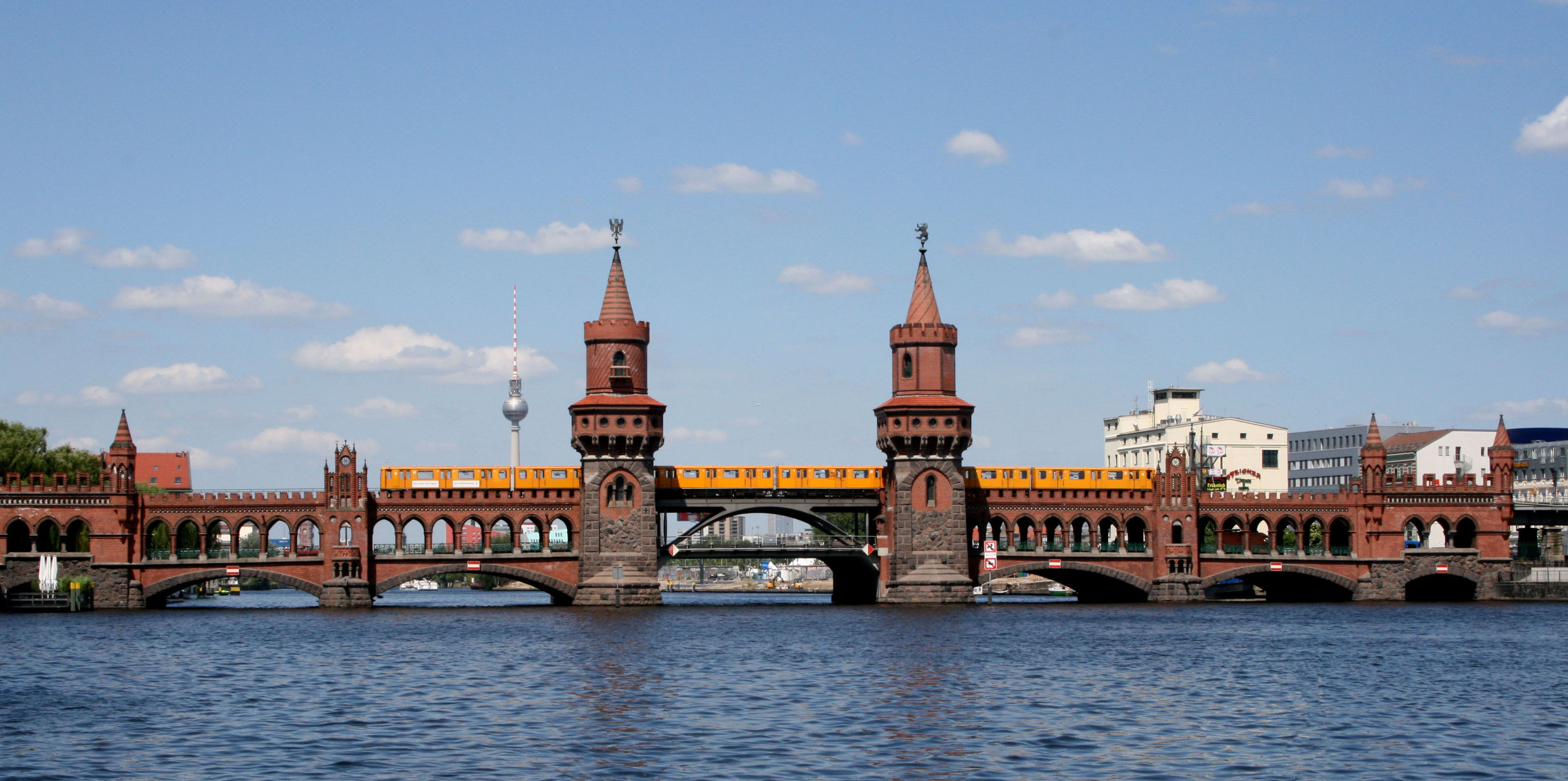
Az U1 a híres Oberbaumbrückén

## Fordítás
- Ez a szócikk részben vagy egészben a Berlin U-Bahn című angol Wikipédia-szócikk ezen változatának fordításán alapul.  Az eredeti cikk szerkesztőit annak laptörténete sorolja fel. Ez a jelzés csupán a megfogalmazás eredetét és a szerzői jogokat jelzi, nem szolgál a cikkben szereplő információk forrásmegjelöléseként.